# 納詹姆·塞提
納詹姆·阿茲·塞提（1948年—）是一名巴基斯坦记者和商人。他亦是巴基斯坦板球总會（Pakistan Cricket Board）和巴基斯坦超級板球聯賽的主席。
塞提是一名偏左派的记者及巴基斯坦首份英文獨立新聞周刊《星期五時報》（The Friday Times）的主编。他之前曾擔任巴國黃金時段的時事節目Aapas ki Baat的主持人。